# أيون (حوار)
أيون (باليونانية: Ἴων) هو حوار أفلاطوني وفيه يتناقش سقراط مع أيون، وهو رابسود (راوي ملاحم) محترف يحاضر على أعمال هوميروس، وتدور المسألة عما إذا كان الرابسود، وهو مؤد الشعر، يؤدي عروضه بسبب مهارته وخبرته أو عن طريق فضيلة الحكم الإلهي. وهي إحدى أقصر حوارات أفلاطون.